# Lijst van rijksmonumenten in Etenaken
De plaats Etenaken telt 8 inschrijvingen in het rijksmonumentenregister. Hieronder een overzicht.
| Object                                                                           | Oorspronkelijke functie? | Bouwjaar            | Architect | Locatie             | Coördinaten?                  | Nr.?  | Afbeelding        |
| -------------------------------------------------------------------------------- | ------------------------ | ------------------- | --------- | ------------------- | ----------------------------- | ----- | ----------------- |
| Hoeve in u-vorm van breuksteen, mergel en baksteen, met puntgevel van breuksteen | Boerderij                |                     |           | Tuinstraat 13       | 50° 50' 46" NB, 5° 52' 55" OL | 39746 | Meer afbeeldingen |
| Hoeve met binnenplaats van kunradersteen                                         | Boerderij                | 1768 (ankerjaartal) |           | Valkenburgerweg 105 | 50° 50' 38" NB, 5° 53' 5" OL  | 39747 | Meer afbeeldingen |
| Huis van kunradersteen met schilddak                                             | Woonhuis                 | 19e eeuw            |           | Valkenburgerweg 107 | 50° 50' 39" NB, 5° 53' 5" OL  | 39748 | Meer afbeeldingen |
| Huis van kunradersteen met zadeldak                                              | Woonhuis                 | 19e eeuw            |           | Valkenburgerweg 109 | 50° 50' 39" NB, 5° 53' 4" OL  | 39749 | Meer afbeeldingen |
| Vakwerkhuis met topgevel van kunradersteen aan de straat                         | Appartementengebouw      | 18e eeuw            |           | Valkenburgerweg 111 | 50° 50' 40" NB, 5° 53' 4" OL  | 39750 | Meer afbeeldingen |
| Vakwerkhuis                                                                      | Woonhuis                 | 18e-19e eeuw        |           | Valkenburgerweg 38  | 50° 50' 24" NB, 5° 53' 17" OL | 39751 | Meer afbeeldingen |
| Etenakerhof                                                                      | Boerderij                |                     |           | Valkenburgerweg 44  | 50° 50' 27" NB, 5° 53' 15" OL | 39752 | Meer afbeeldingen |
| Hoeve met binnenplaats                                                           | Boerderij                |                     |           | Valkenburgerweg 100 | 50° 50' 42" NB, 5° 53' 1" OL  | 39753 | Meer afbeeldingen |